# Rabobank Nederland
Rabobank Nederland, handelsnaam van de Coöperatieve Centrale Raiffeisen-Boerenleenbank B.A., was de huisbankier van de lokale Rabobanken en de houdstermaatschappij van aandelen van verscheidene ondernemingen binnen de Rabobank Groep. In 2016 is de structuur van de Rabobank gewijzigd. De lokale Rabobanken en Rabobank Nederland zijn gefuseerd tot de Coöperatieve Rabobank U.A.

## Geschiedenis
De twee belangrijkste vestigingen van Rabobank Nederland waren gesitueerd in Utrecht en Eindhoven. Dat herinnert aan het bestaan van twee centrale coöperatieve banken, die beide in 1898 werden opgericht en driekwart eeuw naast elkaar hebben bestaan. De coöperatieve banken in het noorden van Nederland werkten samen in de Coöperatieve Centrale Raiffeisen-Bank in Utrecht. De coöperatieve banken in het zuiden richtten in Eindhoven de Coöperatieve Centrale Boerenleenbank op.
Juridische meningsverschillen, maar ook persoonlijke tegenstellingen, speelden in 1898 een grote rol bij de tweedeling in het coöperatieve bankwezen. Hoewel hun structuren sterk op elkaar leken, volgden de twee koepelorganisaties gescheiden wegen. De Eindhovense organisatie had in de praktijk een katholieke signatuur. De Utrechtse organisatie was formeel neutraal, maar feitelijk protestants-christelijk. Een ander verschil was dat men in Eindhoven een strakker, meer centralistisch beheer voerde dan in Utrecht, waar men meer de neiging had de lokale autonomie te benadrukken.
De eerste vormen van samenwerking tussen de twee coöperatieve organisaties ontstonden in de jaren veertig. Drie ontwikkelingen zorgden ervoor dat deze toenadering in 1972 resulteerde in een fusie:
- de groei van het aantal kantoren, waardoor de concurrentie op lokaal niveau toenam
- de vervaging van de confessionele scheidslijnen in Nederland, zodat ook de levensbeschouwelijke verschillen tussen Utrecht en Eindhoven aan betekenis verloren
- de brede fusiebeweging in Nederland, waardoor het bedrijfsleven een grotere behoefte aan kapitaal kreeg, wat de concentratie in het bankwezen bevorderde.

In 1972 gingen de Coöperatieve Centrale Raiffeisen-Bank en de Coöperatieve Centrale Boerenleenbank samen op in de Coöperatieve Centrale Raiffeisen-Boerenleenbank. Haar roepnaam werd Rabobank, gebaseerd op de eerste twee letters van de namen van beide organisaties. Het neutrale Amsterdam werd de statutaire vestigingsplaats. De nieuwe centrale bank wordt vanaf 1980 aangeduid als Rabobank Nederland.
Aanvankelijk bestond het bestuur van Rabobank Nederland uit een Raad van Beheer, een Hoofddirectie en een Raad van Toezicht. In juni 2002 is de bestuursstructuur vereenvoudigd. Kort daarop trad RvB-voorzitter Hans Smits vanwege een conflict af. De Raad van Beheer en de Raad van Toezicht zijn samengevoegd tot een nieuwe Raad van Commissarissen en de Hoofddirectie wordt sindsdien aangeduid als Raad van Bestuur (RvB).
In 2013 trad RvB-voorzitter Piet Moerland af toen bekend werd dat Rabobank-medewerkers gedurende langere tijd de Libor-rente hadden gemanipuleerd. Moerland werd opgevolgd door interim-voorzitter Rinus Minderhoud. Sinds 1 oktober 2014 is Wiebe Draijer de voorzitter van de RvB.

#### Voorzitters hoofddirectie
- Bram Verhage (1972-1977)
- Pierre Lardinois (1977-1986)
- Herman Wijffels (1986-1999)
- Hans Smits (1999-2002)

#### Voorzitters raad van bestuur
- Hans Smits (2002)
- Diederik Johannes Maximilianus Govert (Rik) baron van Slingelandt (2002; waarnemend)
- Bert Heemskerk (2002-2009)
- Piet Moerland (2009-2013)
- Rinus Minderhoud (2013-2014)
- Wiebe Draijer (2014-2022)
- Stefaan Decraene (huidig)

#### Voorzitters Raad van beheer
- Gérard Mertens (1972-1983)
- Otto baron van Verschuer (1983-1993)
- Wim Meijer (1993-2002)

#### Voorzitters Raad van toezicht
- Roelof Johannes van Beekhoff (1972-1974)
- Otto baron van Verschuer (1974-1977)
- Rinse Zijlstra (1977-1996)
- David Luteijn (1996-2002)

#### Voorzitters Raad van Commissarissen
- Lense Koopmans (2002-2013)
- W. (Wout) Dekker (2013-2016)

## Leden en aandeelhouders
Rabobank Nederland was een coöperatie met beperkte aansprakelijkheid (B.A.) en kent derhalve leden. De leden van Rabobank Nederland zijn de lokale Rabobank-coöperaties. Eind 2013 telde Rabobank Nederland 129 leden.
Hoewel Rabobank Nederland een coöperatieve vereniging was, was in de statuten bepaald dat het kapitaal van de rechtspersoon door de leden wordt ingebracht middels aandelen. De aandelen vertegenwoordigden een nominale waarde van 1000 euro en het aantal aandelen dat een lid van de coöperatie diende te bezitten stond in verhouding met de grootte van het balanstotaal. Een grote Rabo-coöperatie bezat dus meer aandelen dan een kleine.

## Taken van Rabobank Nederland

### Centrale ondersteuning
Rabobank Nederland ondersteunde en adviseerde de lokale Rabobanken. Ze ontwikkelde bijvoorbeeld nieuwe financiële diensten en werden er voor de lokale coöperaties taken uitgevoerd op het gebied van financiën, personeelsbeleid en ICT. Verder trad Rabobank Nederland op als een soort centrale bank voor de lokale Rabobanken. In opdracht van De Nederlandsche Bank voerde Rabobank Nederland toezicht uit op het beheer en de administratie van de lokale Rabo-coöperaties.

### Houdstermaatschappij
Rabobank Nederland trad op als houdstermaatschappij van aandelen van verscheidene ondernemingen binnen de Rabobank Groep.
Bekende deelnemingen en handelsnamen van Rabobank Nederland waren:
| - De Lage Landen International BV - Rabo Vastgoedgroep - Schretlen & Co NV | - Obvion NV (50%) - ACC Bank Plc |

## Bestuurlijke organisatie
Rabobank Nederland kende vier bestuursorganen:
- Algemene Vergadering. Deze vergadering was toegankelijk voor alle leden van Rabobank Nederland.
- Centrale Kringvergadering (CKV). Dit was een vertegenwoordigingsorgaan van de leden. In de media werd het weleens aangeduid als het 'Rabo-parlement'. Alle Rabo-coöperaties zijn aangesloten bij een van de twaalf regionale kringen. Het bestuur van zo'n kring bestaat uit zes personen (afkomstig van zes verschillende Rabo-coöperaties). De besturen van deze kringen vormen samen de Centrale Kringvergadering die dus 72 leden telt.
- Raad van bestuur (RvB)

- Raad van Commissarissen (RvC)